# Linia kolejowa Kravaře ve Slezsku – Chuchelná
Linia kolejowa Kravaře ve Slezsku – Chuchelná – linia kolejowa w kraju morawsko-śląskim, w Czechach. Biegnie od Krawarza do Chuchelnej. W przeszłości była częścią linii kolejowej łączącej Racibórz z Opawą.